# Tian E
Die Tian E war ein 1969 als Aalborghus in Dienst gestelltes Fähr- und Passagierschiff der chinesischen Reedereien Dalian Steam Shipping Company und China Shipping Passenger Liner Company, das unter diesem Namen von 1985 bis 2002 im Einsatz stand. Es wurde in seiner mehr als dreißigjährigen Dienstzeit als Fähre, Passagier- und Kreuzfahrtschiff genutzt. 2009 wurde es aus dem Schiffsregister gestrichen, sein Verbleib ist unbekannt.

## Geschichte
Die 1966 in Auftrag gegebene Aalborghus wurde am 20. März 1967 unter der Baunummer 280 in der Werft von Cantieri Navali del Tirreno Riuniti in Genua auf Kiel gelegt und lief am 2. Juli 1969 vom Stapel. Nach ihrer Ablieferung an die Det Forenede Dampskibs-Selskab am 23. Juli 1969 nahm sie am 1. August 1969 den Fährdienst zwischen Kopenhagen, Helsingborg und Aalborg auf. Sie gehörte zu einer Baureihe von insgesamt fünf Schwesterschiffen.
Von Oktober 1970 bis Juni 1971 wurde die Aalborghus in Marseille umgebaut und anschließend als Dana Sirena zwischen Genua, Palma und Málaga wieder in Dienst gestellt. In den folgenden Jahren wechselte das Schiff seine Route mehrfach und lief hierbei auch Häfen in Italien und Griechenland an. Von März bis Juni 1975 bediente es zudem kurzzeitig die Route von Hamburg nach Harwich.
Zwischen November 1975 und Mai 1976 fuhr das Schiff als Olau Dana zwischen Sheerness und Vlissingen, ehe sie wieder den Namen Dana Sirena erhielt und kurzzeitig als Hotelschiff in Stavanger diente. In den Sommermonaten 1977 wurde es als Robin Hood an die TT-Line verchartert und als Kreuzfahrtschiff mit Travemünde als Ausgangshafen genutzt. Auch in den Sommermonaten 1978 und 1979 setzte die TT-Line die Robin Hood ein, während sie in den Wintermonaten weiter als Dana Sirena im Fährdienst stand. Zuletzt fuhr sie seit Oktober 1979 als Dana Corona auf wechselnden Routen.
Im März 1985 ging das Schiff an die chinesische Reederei COSCO und erhielt den Namen Tian E. Im selben Jahr nahm es für die Dalian Steam Shipping Company den Liniendienst zwischen Dalian und Hongkong auf. Seit 1999 wurde die Tian E von der China Shipping Passenger Company bereedert. Im März 2002 erfolgte die Ausmusterung des Schiffes, das laut Lloyd’s Register seit 2003 auflag. Anschließend verliert sich die Spur der Tian E, die 2009 aus dem Schiffsregister gestrichen und daher vermutlich etwa zu dieser Zeit abgewrackt wurde.